# Jeffrey Sachs
Pour les articles homonymes, voir Sachs.
Jeffrey Sachs est un universitaire et économiste américain, né le 5 novembre 1954 à Oak Park dans le Michigan.
Il dirige et enseigne à l'Institut de la Terre (en) de l'université Columbia (New York). Il est consultant spécial auprès du secrétaire général des Nations unies António Guterres.
Il est connu pour ses travaux comme consultant économique auprès des gouvernements d'Amérique latine, d'Europe de l'Est, d'ex-Yougoslavie, d'ex-Union soviétique, d’Asie, et d’Afrique. Il a proposé une thérapie de choc (bien qu’il ne préconise pas ce terme) comme solution aux crises économiques vécues en Bolivie, en Pologne et en Russie (politique qui aurait provoqué 3,2 millions de victimes en Russie, selon l'UNICEF et l'IRC[réf. nécessaire]). Il est aussi connu pour sa coopération avec des agences internationales sur les thèmes de la réduction de la pauvreté, l’annulation de la dette, et le contrôle épidémiologique — notamment du VIH/SIDA, dans les pays en voie de développement.
Il a aussi lancé le Deep Decarbonization Pathways Project (DDPP).
Il est diplômé honoraire de plusieurs institutions, telles que l'université Simon-Fraser et l'université wesleyenne de l'Ohio.

## Biographie

### Origines
Jeffrey David Sachs est né et a été élevé à Oak Park, en banlieue proche de Détroit dans l’État du Michigan. Il est le fils de Joan (née Abrams) et de Theodore Sachs, un juriste spécialisé dans le droit du travail. Sa famille est juive.

### Études et formation
Jeffrey Sachs finit ses études secondaires à la Oak Park High School (en) en 1972 puis obtient une licence, summa cum laude à l'université Harvard en 1976.
Puis il obtient un master et un doctorat, respectivement en 1978 et 1980.

### Carrière
En 1980, Sachs devient assistant-professeur à l'université Harvard. En 1983, il devient professeur titulaire et professeur de commerce international à la chaire Galen L. Stone, de l'Université Harvard entre 1984 et 2002.
En 2002, il rejoint l'université Columbia et enseigne à l'Institut de la Terre. Il dispense également des cours dans la filière de sciences économiques à Columbia, au sein de l’école des affaires internationales et publiques, ainsi que dans la filière politique de santé et gestion. La même année, il devient consultant spécial auprès du secrétaire général des Nations unies Kofi Annan et directeur du projet « Millénaire ».
Précédemment[Quand ?], Sachs avait servi comme conseiller auprès du Fonds monétaire international (FMI), à la Banque mondiale, à l'Organisation de coopération et de développement économiques (OCDE), à l'Organisation mondiale de la santé (OMS), et au Programme des Nations unies pour le développement (PNUD).
Il est nommé professeur Quetelet en développement durable (2002-2016) de l’Université Colombia,. Il est par ailleurs président et cofondateur de la « Promesse du Millénaire », et chercheur associé à l'Institut national de la recherche économique.

### Vie privée
Sachs est marié à Sonia Ehrlich, une pédiatre. Ils ont trois enfants : Lisa, Adam et Hannah.

## Thèses
Dans La Fin de la pauvreté, son ouvrage paru en 2005, Sachs dit : « la gouvernance africaine est pauvre parce que l’Afrique est pauvre ». Selon lui, en prenant les mesures adéquates, la pauvreté (à l’image des 1,1 milliard de personnes extrêmement pauvres vivant avec moins de l'équivalent d'un dollar américain par jour) peut être éradiquée d'ici vingt ans. La Chine et l'Inde ont valeur d’exemple ; la Chine a sorti 300 millions de personnes de la pauvreté au cours des deux dernières décennies. Pour Sachs, le relèvement du montant de l’aide, de 65 milliards de dollars américains actuellement alloués à 195 milliards de dollars par an d'ici 2015, sera un élément de poids. Il souligne l'incidence de la géographie, une grande partie de l’Afrique étant de fait enclavée et en proie à la maladie, tout en rappelant que ces problèmes, une fois décelés, peuvent être résolus : une maladie (telle que le paludisme) peut être circonscrite, et une infrastructure appropriée mise sur pied. Si l’on ne se penche pas sur ces problèmes, les élites politiques auront toujours comme préoccupation première de faire sortir les richesses issues des ressources du pays, n'offrant ainsi aucune source d’investissement et donc de développement.
Sachs prétend avoir développé une nouvelle branche des sciences économiques, appelée « l’économie clinique ». Ses travaux de recherche traitent de la corrélation entre santé et développement, de la géographie économique, des transitions vers l’économie de marché, des marchés financiers internationaux, de la coordination de la politique macroéconomique internationale, des économies émergentes, de la croissance et du développement économique, de la compétitivité internationale, et des politiques macroéconomiques dans les pays développés et dans ceux en voie de développement.

## Critiques
Bien que Sachs fasse figure de héros pour certains, ses propositions, aux yeux de ses confrères, ne seraient que le reflet de sa naïveté. Parmi les critiques les plus virulentes, celle de William Easterly, professeur d'économie à l'université de New York (NYU), qui dans son compte-rendu pour le Washington Post condamne le livre La Fin de la pauvreté. Le Fardeau de l’homme blanc, ouvrage d’Easterly publié en 2006 (traduction française 2009), est une contestation encore plus structurée de l’argumentaire de Sachs qui veut que les pays pauvres soient pris au « piège de la pauvreté » duquel ils ne sortiront pas, à moins d’une aide étrangère à grande échelle. Easterly avance des données statistiques qui, selon lui, démontrent qu’un grand nombre de pays nouvellement développés (dans les faits, la plupart d’entre eux) ont atteint leur plus haut degré de développement sans apports massifs d’aide étrangère comme proposé par Sachs.
Autre personne à réprouver les idées de Sachs, Amir Attaran, scientifique et avocat, actuellement à la Chaire de recherche du Canada en Droit, Santé de la Population et Développement Mondial à l'université d'Ottawa. Sachs et Attaran avaient étroitement collaboré comme collègues, corédigeant notamment un fameux rapport pour The Lancet dans lequel est fait état des insuffisances de l’aide financière internationale allouée à la lutte contre le HIV/SIDA dans les années 1990; ce rapport engendra la création du Fonds global de lutte contre le sida, la tuberculose, et la malaria. Pourtant, Sachs et Attaran divergeront d’opinion au sujet des Objectifs du Millénaire pour le Développement, et Attaran soutient, dans un article publié dans PloS Medicine et dans un éditorial du New York Times, que les Nations unies ont brouillé les pistes en fixant des objectifs, certes concrets, mais non mesurables pour les Objectifs du Millénaire pour le Développement (par exemple, la réduction de la mortalité infantile ou de la malaria). Sachs réfute cette approche dans une réponse adressée à PloS Medicine dans laquelle il affirme que seule une fraction des Objectifs du Millénaire pour le Développement sont effectivement non mesurables, ce à quoi Attaran réagit en citant les données analysées par les Nations unies elles-mêmes (dont les Nations unies ont par la suite bloqué l'accès au public) qui montrent que les avancées réalisées dans la plupart des Objectifs du Millénaire pour le Développement ne sont pas mesurées.[non neutre]
En 2007, la journaliste canadienne Naomi Klein a sévèrement critiqué l'action de Jeffrey Sachs en tant que conseiller économique. D'après elle, la « thérapie de choc » qu'il a préconisée en Bolivie (1985), Pologne (1989) et Russie (1991) a eu des conséquences désastreuses. Si une petite partie de la population a pu chaque fois s'enrichir, le traitement de choc du « docteur Sachs » a entraîné un appauvrissement considérable des sociétés bolivienne, polonaise et russe. Ces mesures ont d'ailleurs été très mal accueillies par ces populations. En Pologne, sous la pression populaire, l'équipe dirigeante (issue de Solidarność) dut mettre fin à une vague de privatisations et à une politique contraires au programme du syndicat Solidarność. En Bolivie et Russie, il fallut des manœuvres fort peu démocratiques (qui iront jusqu'au bombardement du parlement ordonné par Boris Eltsine), pour contraindre les populations à accepter cette nouvelle politique économique. Jeffrey Sachs évite de parler de ces sujets gênants lorsqu'il retrace sa carrière de conseiller économique.
L'universitaire américain Kenneth D. Lehman écrit qu'en Bolivie, à la suite de l'application en 1985 du « décret suprême 21060 » conçu par Jeffrey Sachs et son équipe « le pouvoir d’achat moyen a chuté de 70 % en 1986. (…) Le chômage a atteint entre 20 et 25 % [de la population active], alors qu’on supprimait presque toutes les protections sociales dont jouissaient jusque-là les ouvriers ».
Il faut mentionner cependant que, en Pologne, pays où ses stratégies ont été payantes à plus long terme, sa contribution majeure a été reconnue plus tard. En 1999, le gouvernement polonais lui a décerné l'ordre Polonia Restituta (ordre de la Renaissance de la Pologne), la seconde plus haute décoration civile polonaise.
Depuis 2007, il est diplômé honoraire de l'université d'économie de Cracovie, le plus grand établissement de ce type en Pologne.

## Prises de position
En octobre 2022, lors d'un entretien sur Bloomberg TV, Jeffrey Sachs accuse les États-Unis d'avoir saboté le gazoduc Nord Stream dans la mer Baltique, incitant les animateurs de télévision à couper son interview télévisée. Il déclare « je parierais (que l'explosion) était une action américaine, peut-être américaine et polonaise ». Sachs admet que son opinion « va à l'encontre du narratif » en cours aux États-Unis et accuse les médias de son pays de négliger la question,.
Le 19 février 2025, Sachs a prononcé un discours au Parlement européen intitulé «La géopolitique de la paix». Lors de cette intervention, il a vivement critiqué l’influence des États-Unis sur la politique étrangère européenne, exhortant l’Europe à adopter une position plus indépendante. Il a notamment fait usage d'une citation généralement attribuée à Henry Kissinger : « Être un ennemi des États-Unis est dangereux, mais être un ami est fatal », soulignant la nécessité pour l’Europe de développer une politique étrangère réaliste, prenant en compte les intérêts propres du continent ainsi que ceux de la Russie,,,.

## Publications
- 2008 - Commonwealth: Economics for a Crowded Planet, Penguin Press
- 2005 - The End of Poverty: Economic Possibilities for Our Time, Penguin Press Hc  (ISBN 1-59420-045-9)
- 2003 - Macroeconomics in the Global Economy Westview Press,  (ISBN 0-631-22004-6)
- 2002 - A New Global Effort to Control Malaria (Science), Vol. 298, 4 octobre 2002
- 2002 - Resolving the Debt Crisis of Low-Income Countries (Brookings Papers on Economic Activity), 2002:1
- 2001 - The Strategic Significance of Global Inequality (The Washington Quarterly), Vol. 24, No. 3, été 2001
- 1997 - Development Economics Blackwell Publishers  (ISBN 0-8133-3314-8)
- 1997 - The Rule of Law and Economic Reform in Russia, avec Katharina Pistor, (John M. Olin Critical Issues Series (Paper)) Westview Press  (ISBN 0-8133-3314-8)
- 1994 - Poland's Jump to the Market Economy (Lionel Robbins Lectures) The MIT Press  (ISBN 0-262-69174-4)
- 1993 - Macroeconomics in the Global Economy Prentice Hall  (ISBN 0-13-102252-0)
- 1991 - Developing Country Debt and Economic Performance, Volume 1 : The International Financial System (National Bureau of Economic Research Project Report) University of Chicago Press  (ISBN 0-226-73332-7)
- Macroeconomic Interdependence and Co-operation in the World Economy, avec Warwick McKibbin, Brookings Institution, juin, 277 pages.  (ISBN 0-8157-5600-3)
- 1989 - Developing Country Debt and the World Economy (National Bureau of Economic Research Project Report) University of Chicago Press  (ISBN 0-226-73338-6)
- 1984 - Stagflation in the World Economy avec Michael Bruno